# Ipomoea arborescens
Ipomoea arborescens  (лат.) — древесное растение, относящееся к роду Ипомея (Ipomoea) из семейства Вьюнковые (Convolvulaceae). Вид широко распространён в Мексике и некоторых районах Центральной Америки. Ipomoea arborescens является важным представителем флоры Мексики, где его называют «дерево мёртвых» и интересным примером древесных ипомей.

## Этимология
Научное название рода «ипомея» образовано от греческих слов ips, означающего «червь» и homoios — «похожий». По наиболее распространенной версии оно дано по виду ползучей корневой системы у многих представителей этого рода, по альтернативной — за вьющийся «червеобразный» характер побегов многих видов ипомеи. Иногда растение упоминается под устаревшими ботаническими названиями, вошедшими в синонимику рода: фарбитис (Pharbitis), квамоклит (Quamoclit), луноцвет или калониктион (Calonyction) и некоторыми другими.
Садоводы иногда называют представителей рода обиходным названием вьюнок, хотя Вьюнок (Convolvulus) — другой род внутри семейства Вьюнковые (Convolvulaceae) с похожим обликом, или граммофончики, за сходство венчика цветков ипомеи с рупором граммофона.  В англоязычных источниках некоторые виды, в первую очередь Ipomoea violacea, обиходно называют англ. morning glory, что в русскоязычных материалах зачастую переводится как «утреннее сияние».
Латинский видовой эпитет arborescens обозначает «древовидный». 

## Описание
Листопадное каудексное дерево, достигающее высоты 3–10 м. В отличие от большинства представителей рода Ipomoea, являющихся вьющимися травянистыми растениями, этот вид обладает древесным стволом, что делает его уникальным среди ипомей. Листья появляются летом в сезон дождей. Листва сбрасывается после прекращения дождей в сентябре.
Стебель толстый, с серовато-зелёной корой, со временем грубеющей.
Листья простые, очерёдные, продолговатые или яйцевидные, длиной до 15 см.
Цветки крупные, воронковидные, окрашены в белый или бледно-розовый цвет, с жёлтым или зеленоватым центром. Распускаются преимущественно в сухой сезон.
Плоды — коробочки, содержащие пушистые семена, которые легко распространяются ветром.

## Ареал и экология
Растение встречается в засушливых и полузасушливых регионах Мексики, Гватемалы и Сальвадора, предпочитая каменистые и песчаные почвы на высоте 500–2000 м над уровнем моря. Хорошо адаптировано к засухе, сбрасывает листья в сухой сезон, но быстро регенерирует при первых дождях.

## Использование
• Декоративное: выращивается как декоративное дерево благодаря эффектному цветению.
• Медоносное: цветки привлекают пчёл, колибри и бабочек.
• Этноботаническое: в традиционной медицине коренные народы используют различные части растения.

## Синонимы
По данным GBIF на март 2025 года в синонимику вида входят следуюшие названия:
- = Argyreia oblonga Benth.
- ≡ Convolvulus arborescens Humb. & Bonpl.
- ≡ Convolvulus arborescens Humb. & Bonpl. ex Willd.
- = Ipomoea arborescens var. arborescens
- = Ipomoea arborescens var. pachylutea Gentry
- = Ipomoea cuernavacensis House
- = Ipomoea murucoides var. glabrata Rose
- = Ipomoea oblonga (Benth.) Hemsl.